# Carine Brossais
Carine Brossais le 3 janvier 1989 à Angers (France) est une joueuse française de basket-ball, évoluant au poste d'intérieure.

## Biographie
Formée à l'INSEP puis à Nantes-Rezé, elle revient dans sa ville natale où elle devient comptable, sans abandonner le basket-ball. Quatre années après avoir quitté la LFB, elle y fait son retour après le titre de championne de Ligue obtenu avec Angers en 2013. Relégué en 2011, le club ne passe qu'une saison en Nationale 1. En 2012-2013, Carine Brossais devient une des valeurs sûres de l'équipe avec 9,6 points, 5,6 rebonds, 10,6 d’évaluation.
Durant l'été 2014, elle rejoint Argenton en Nationale 1.

## Clubs
- 1995-2001 :  Bécon-les-Granits
- 1995-2001 :  Saint-Barthélémy d'Anjou
- 2002-2004 :  Union Féminine Angers Basket 49
- 2004-2007 :  Centre Fédéral
- 2007-2009 :  Nantes-Rezé Basket 44
- 2009-2014 :  Union Féminine Angers Basket 49
- 2014- :  Argenton

## Palmarès
- Médaillée d'argent à l'Euro Cadettes en 2005 avec 13,0 points et 7,5 rebonds par rencontre[4]
- Médaille d'or au championnat d'Europe U20 2009[5].
- Championne de France Ligue 2 en 2013
- Vainqueur du Trophée Coupe de France en 2010 et 2012